# St. Anna (Hellenthal)

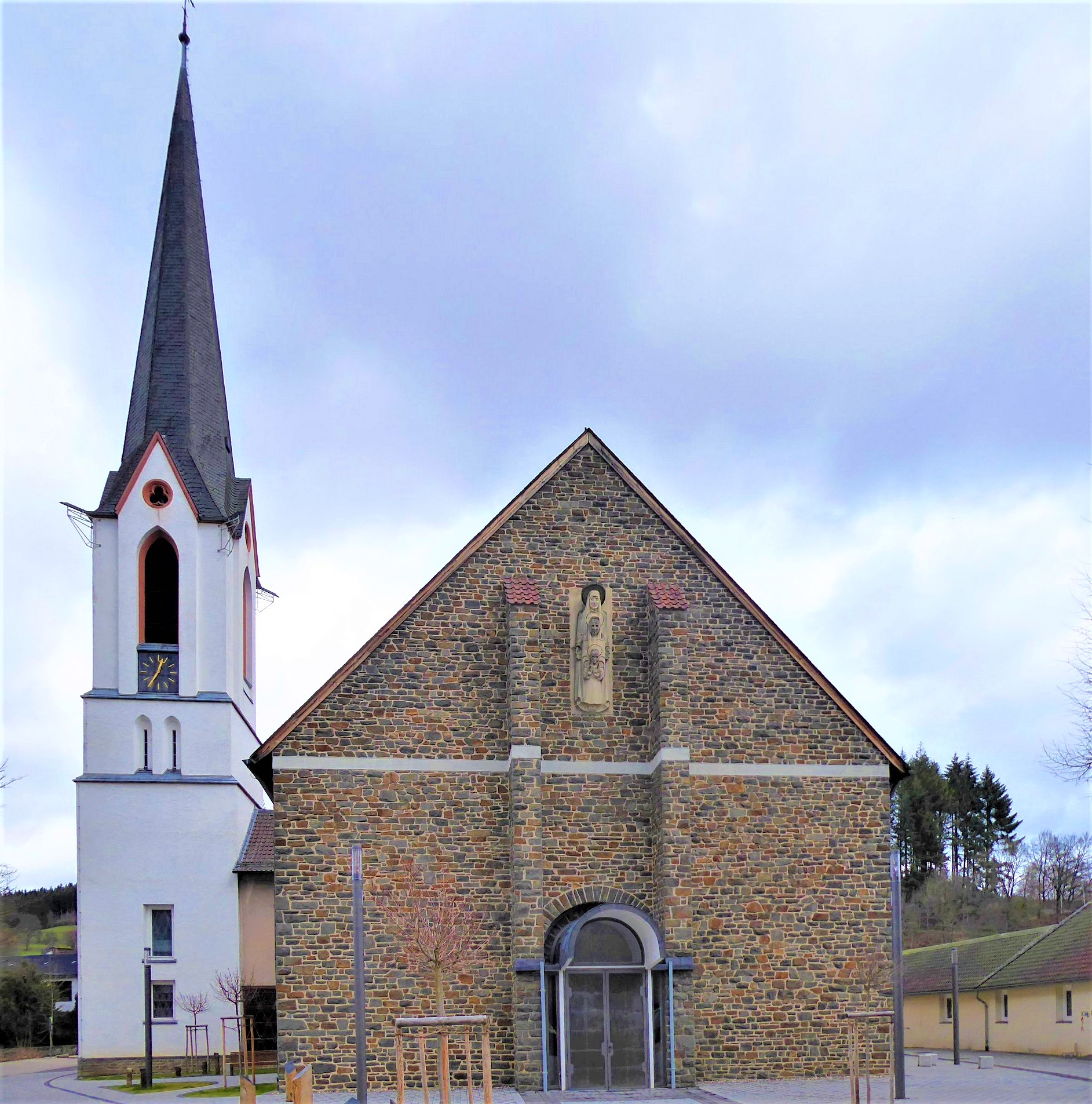
St. Anna in Hellenthal

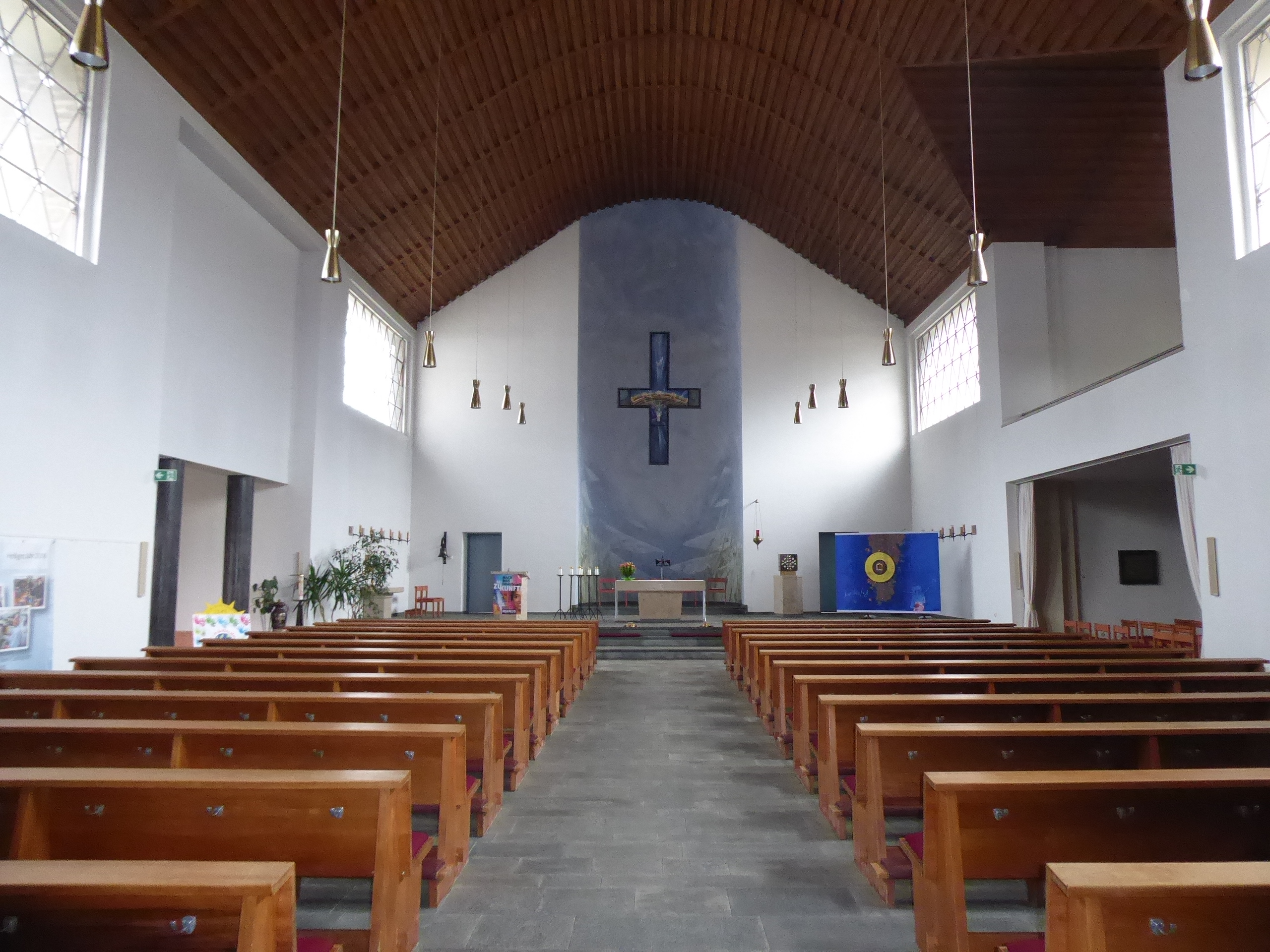
Inneres Richtung Chor

St. Anna ist die römisch-katholische Pfarrkirche von Hellenthal im Kreis Euskirchen in Nordrhein-Westfalen.
Die Kirche ist der hl. Anna geweiht.

## Lage
Das Kirchengebäude befindet sich im Ortskern von Hellenthal an der Ecke Kölner Straße (B 265) / Hardtstraße. Der Alte Chor ist geostet, der neue Chor zeigt Richtung Norden. Nördlich der Pfarrkirche fließt der Fluss Olef. Direkt östlich befindet sich der Kath. Kindergarten und nördlich das Pfarrheim.

## Allgemeines
Hellenthal gehörte ursprünglich zu zwei Pfarreien, der eine Teil gehörte zu Schleiden und der andere Teil zur Pfarre Reifferscheid. Bereits 1260 wurde ein Gotteshaus in Hellenthal erwähnt, über das nichts näheres bekannt ist. Im Schleidener Teil ließ Anfang des 16. Jahrhunderts das Kloster Steinfeld eine Kapelle erbauen; das Kloster hatte zu dieser Zeit Besitztümer in Hellenthal. Im Schleidener Teil von Hellenthal konnte sich 1561 zunächst die Reformation durchsetzen, was zur Einführung des lutherischen Bekenntnisses führte. Erst um 1620 wurde der Schleidener Teil im Zuge der Gegenreformation rekatholisiert. Demhingegen blieb der Reifferscheider Ortsteil Hellenthals beim katholischen Bekenntnis.  Im Jahr 1697 erreichten die Einwohner des Schleidener und Reifferscheider Teils Hellenthals gemeinsam, dass in der Kapelle an Sonn- und Feiertagen eine Messe gehalten wird. 11 Jahre später, 1708, erhielt Hellenthal mit Johann Peter Bock einen eigenen Vikar. Im Jahr 1802 wurde im Zuge der französischen Pfarrumschreibungen Hellenthal in die Pfarre Blumenthal umgepfarrt, wodurch Hellenthal nun nicht mehr in zwei Pfarrgemeinden aufgeteilt war. Zu dieser Zeit gehörte der Ort zum Bistum Lüttich. 1821 kam Hellenthal als Filiale der Pfarre Blumenthal zum wiedererrichteten Erzbistum Köln. Am 29. August 1834 wurde Hellenthal schließlich von der Pfarre Blumenthal abgetrennt und durch den Kölner Erzbischof Ferdinand August von Spiegel zur eigenständigen Pfarrei erhoben. Seit 1930 gehört die Pfarrgemeinde zum Bistum Aachen.

## Baugeschichte

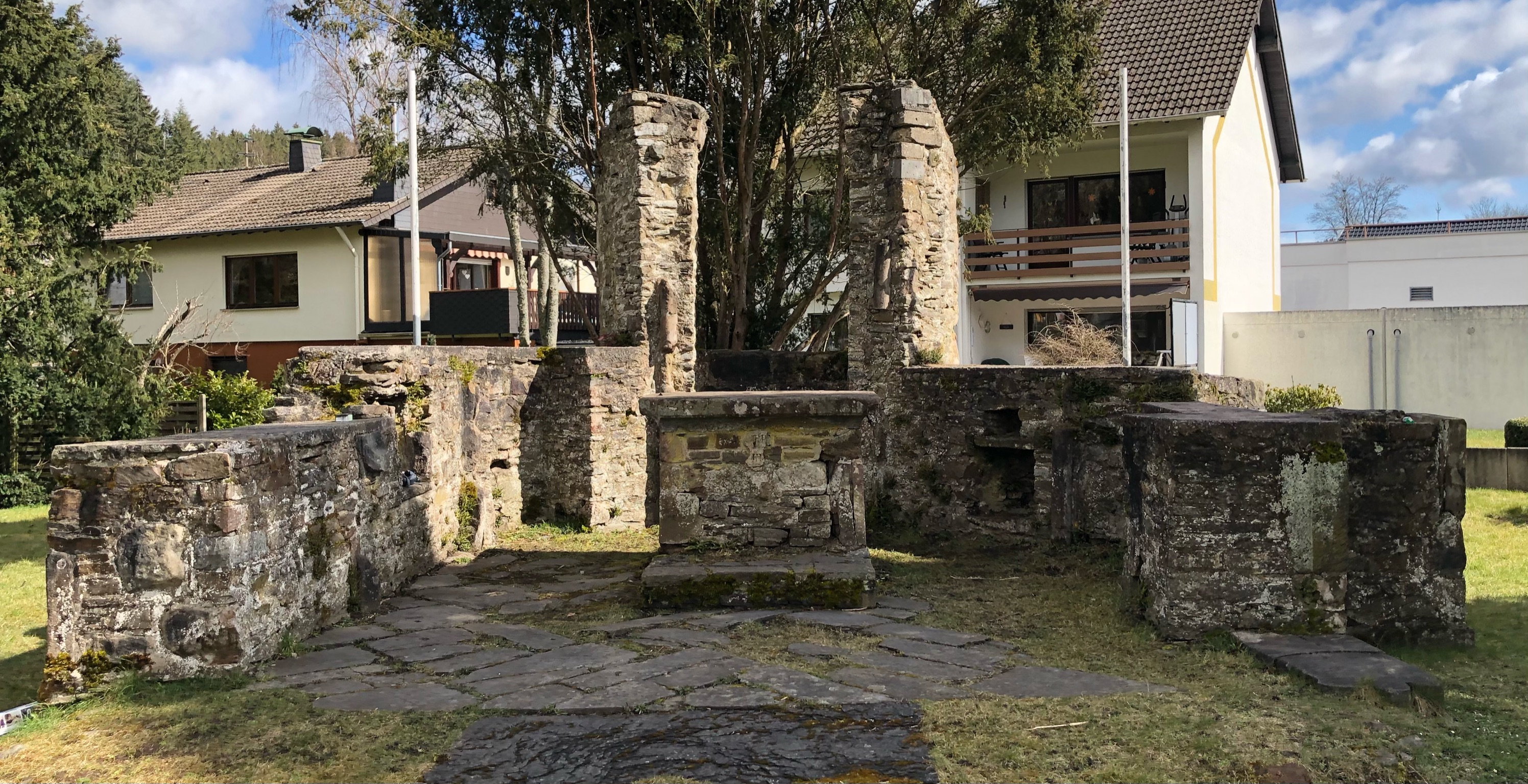
Chorruine der alten Kirche

Eine erste Kapelle in Hellenthal bestand bereits im 13. Jahrhundert. Anfang des 16. Jahrhunderts wurde eine neue Kapelle erbaut, die Antonius dem Einsiedler geweiht war. Dabei handelte es sich um eine zweijochige, geostete Saalkirche aus Bruchsteinen mit einem Glockenturm, fünfseitigem Chorschluss und Kreuzrippengewölben, die 1834, unter dem Patronat der Heiligen Anna, zur Pfarrkirche erhoben wurde. Schon seit 1697 fanden hier regelmäßig Gottesdienste statt. Aufgrund der angestiegenen Bevölkerungszahl wurde dieses Gotteshaus Ende des 19. Jahrhunderts zu klein und ein Neubau beschlossen. 1903 wurde die alte Kirche schließlich bis auf den Chor abgerissen. Die kleine Glocke von 1728 ist in der heutigen Kirche die Altarglocke. Der Chor diente noch bis 1945 (Jahr der Kriegszerstörung) als Friedhofskapelle.
1886 erwarb die Pfarre ein Grundstück zum Bau einer neuen Kirche. Die Pläne zum Neubau fertigte der Bonner Architekt Gerhard Franz Langenberg an. Er schuf eine neugotische Saalkirche mit vorgebautem Glockenturm im Westen und einem fünfseitig geschossenem Chor im Osten. Die Grundsteinlegung erfolgte am 25. September 1892 und bis 1894 war die neue Pfarrkirche fertiggestellt, sodass am 4. Oktober 1894 die neue Pfarrkirche konsekriert wurde.
Im Zuge des Zweiten Weltkriegs wurde die neue Pfarrkirche am 12. und 13. Oktober 1944 fast vollständig zerstört. Nur der Glockenturm und die Chormauern blieben erhalten. 1951 begann man mit dem Neubau der Kirche, in den Chor und Glockenturm integriert wurden. Die neuen Bauteile wurden aus ortstypischen Bruchsteinen errichtet. Die Planung des neuen Gotteshauses lag in Händen des Rheydter Architekten Alfons Leitl. Der Neubau wurde als Saalkirche quer zum zerstörten Kirchenschiff gestellt, wodurch der alte Kirchturm und der alte Chor nun als Querschiff dienen. Die Weihe erfolgte am 22. August 1954 durch den Aachener Weihbischof Friedrich Hünermann.

## Ausstattung

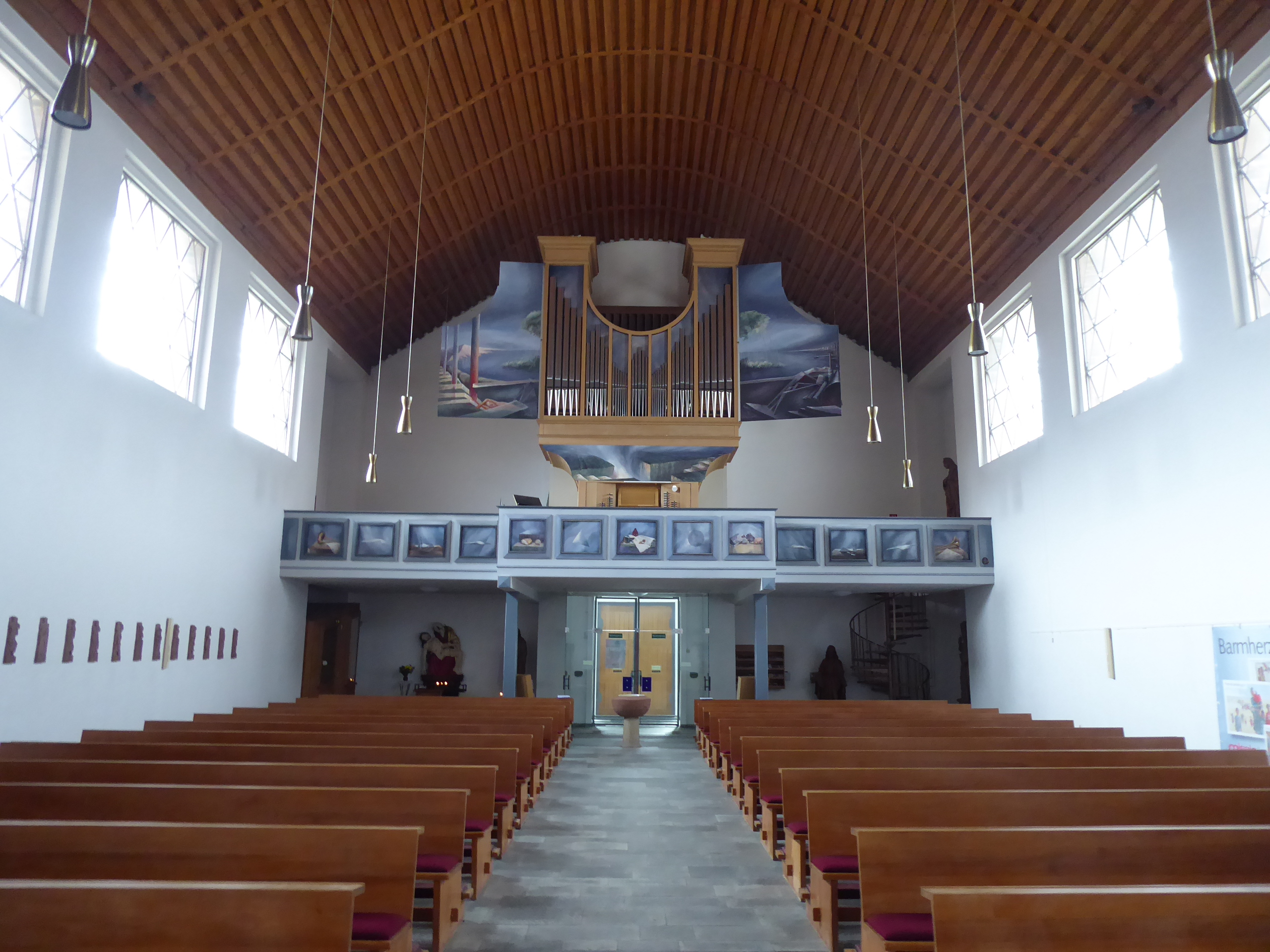
Empore mit Orgel über dem Eingang

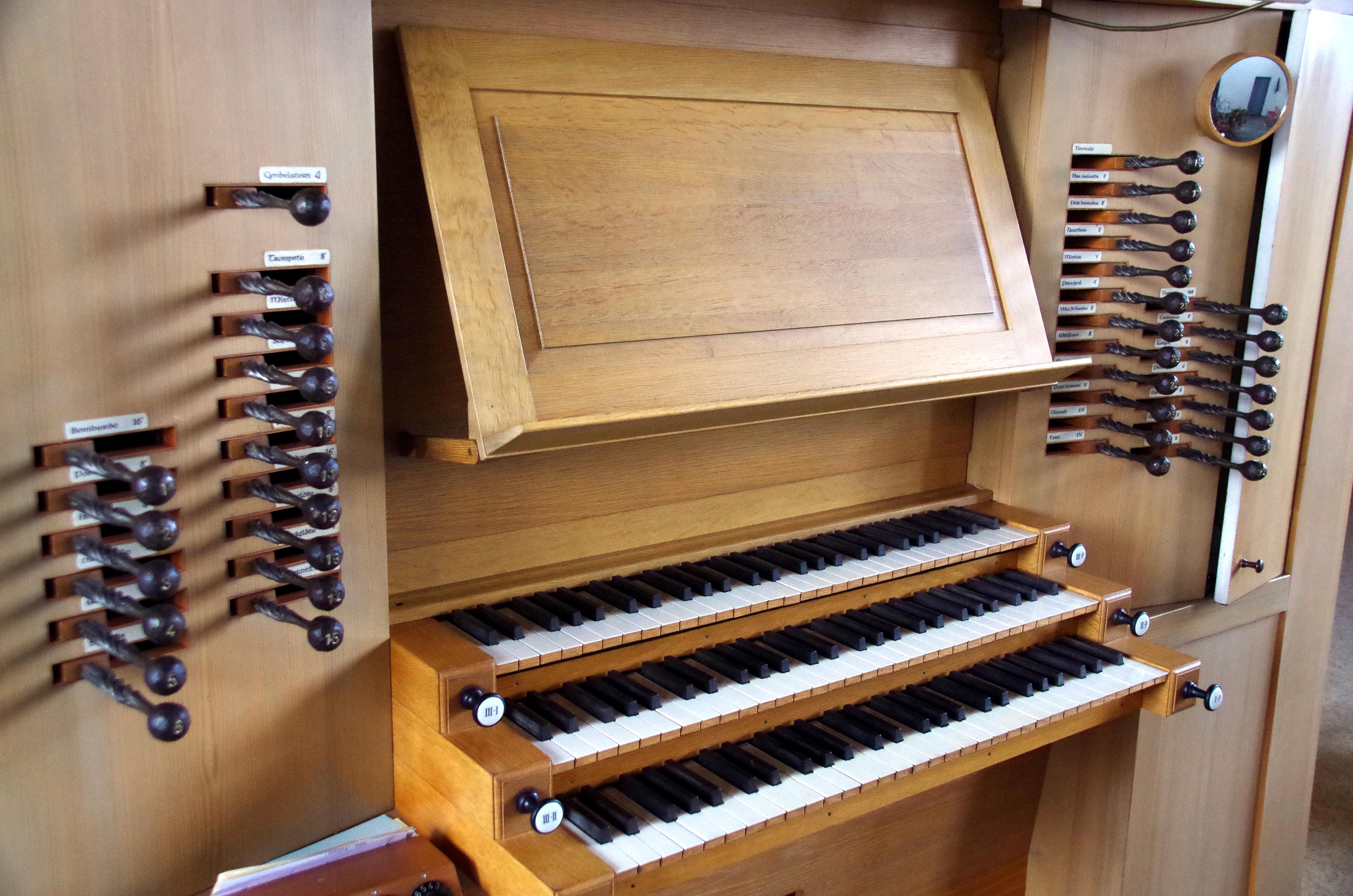
Spieltisch der Weimbsorgel

In der Kirche befindet sich eine moderne Ausstattung. Erwähnenswert sind die Gemälde auf den Flügeltüren der Orgel sowie an der Orgelempore, die der Bonner Künstler Egbert Verbeek in den 1980er Jahren geschaffen hat. Von ihm stammt auch das Altarkreuz. Die Buntglasfenster wurden nach Entwürfen des Architekten Alfons Leitl 1953 angefertigt.
Die Orgel ist ein Werk der ortsansässigen Firma Weimbs Orgelbau aus dem Jahr 1986. Das Schleifladen-Instrument hat 32 Register auf drei Manualwerken und Pedal. Die Traktoren sind mechanisch.
| I Hauptwerk C–g3 |             |       |
| 1.               | Bourdon     | 16′   |
| 2.               | Prinzipal   | 8′    |
| 3.               | Rohrflöte   | 8′    |
| 4.               | Octave      | 4′    |
| 5.               | Blockflöte  | 4′    |
| 6.               | Superoctave | 2′    |
| 7.               | Cornet III  | 2 ⁄3′ |
| 8.               | Mixtur V    | 1 ⁄3′ |
| 9.               | Trompete 8′ |       |

| II Positiv C–g3 |                 |       |
| 10.             | Gedeckt         | 8′    |
| 11.             | Gemshorn        | 4′    |
| 12.             | Principal       | 2′    |
| 13.             | Larigot II      | 1 ⁄3′ |
| 14.             | Sesquialtera II | 2 ⁄3′ |
| 15.             | Cromorne        | 8′    |
|                 | Tremulant       |       |

| III Schwellwerk C–g3 |                  |        |
| 16.                  | Wittflaut        | 8′     |
| 17.                  | Viola di Gamba   | 8′     |
| 18.                  | Vox coelestis    | 8′     |
| 19.                  | Flaut travers    | 4′     |
| 20.                  | Principal        | 4′     |
| 21.                  | Nasard           | 2 ⁄3′  |
| 22.                  | Flaut harmonique | 2′     |
| 23.                  | Terz             | 1 3⁄5′ |
| 24.                  | Mixtur V         | 2′     |
| 25.                  | Hautbois         | 8′     |
| 26.                  | Voix humaine     | 8′     |
|                      | Tremulant        |        |

| Pedalwerk C–f1 |             |     |
| 27.            | Subbaß      | 16′ |
| 28.            | Gedackt     | 8′  |
| 29.            | Violoncello | 8′  |
| 30.            | Holzoctave  | 4′  |
| 31.            | Bombarde    | 16′ |
| 32.            | Posaune     | 8′  |

- Koppeln: II/I, III/I, III/II, I/P, II/P, III/P
- Effektregister: Cymbelstern

## Glocken
Für die Anna-Kirche goss die Glockengießerei Otto im Jahr 1894 drei Bronzeglocken, von denen eine im Ersten Weltkrieg eingeschmolzen wurde. 1934 lieferte Otto eine neue Glocke. Sie wurde im Zweiten Weltkrieg eingeschmolzen. Im Glockenturm befinden sich heute fünf Bronzeglocken von zwei verschiedenen Gießern.
| Glocke | Name      | Gießer                                                     | Gussjahr | Durchmesser | Masse   | Schlagton (HT-1⁄16) |
| ------ | --------- | ---------------------------------------------------------- | -------- | ----------- | ------- | ------------------- |
| 1      | Frieden   | Wolfgang Hausen-Mabilon, Glockengießerei Mabilon, Saarburg | 1983     | 1350 mm     | 1500 kg | es1                 |
| 2      |           | Karl Otto, Fa. F. Otto, Hemelingen                         | 1894     | 1100 mm     | 805 kg  | ges1                |
| 3      | Hubertus  | Wolfgang Hausen-Mabilon, Glockengießerei Mabilon, Saarburg | 1983     | 1010 mm     | 630 kg  | as1                 |
| 4      |           | Karl Otto, Fa. F. Otto, Hemelingen                         | 1894     | 890 mm      | 400 kg  | b1                  |
| 5      | Engelbert | Wolfgang Hausen-Mabilon, Glockengießerei Mabilon, Saarburg | 1983     | 760 mm      | 250 kg  | des2                |

## Pfarrer
Folgende Pfarrer wirkten bislang an St. Anna als Seelsorger:
| von – bis | Name               |
| --------- | ------------------ |
| 1836–1849 | Johann Adem Esch   |
| 1848–1871 | Andreas Axer       |
| 1871–1898 | Heinrich Nießen    |
| 1898–1906 | Alois Oskar Heubes |
| 1906–1936 | Heinrich Klösgen   |
| 1936–1941 | Leonhard Bauer     |
| 1941–1945 | Josef Conrads      |
| 1945–1974 | Heinrich Klais     |
| 1975–1983 | Bernhard Frohn     |
| 1983–1991 | Josef Witt         |
| 1991–2009 | Lothar Tillmann    |
| 2009–2023 | Philipp Cuck       |
| Seit 2023 | Thomas Schlütter   |